# Where The Wild Things Are
Where the Wild Things Are (рус. Там, где живут чудовища) — песня американской метал-группы Metallica с альбома ReLoad, выпущенного в 1997 году. Песня была написана Джеймсом Хетфилдом, Ларсом Ульрихом и Джейсоном Ньюстедом. Это одна из немногих песен Metallica, в которых участвовал Ньюстед в качестве соавтора. Песня никогда не исполнялась группой вживую.

## Содержание и вдохновение
Песня имеет сложную структуру, смену темпа и ритма, а также использование эффектов и сэмплов. Текст песни повествует о мире детского воображения, где дети трогают солнце, играют в солдатиков и сражаются с чудовищами. Название песни взято из одноимённой детской книги Мориса Сендака, опубликованной в 1963 году. Книга рассказывает о приключениях мальчика Макса, который попадает в страну чудовищ, где он становится их королём. Песня также может быть воспринята как метафора взросления и потери невинности.

## Приём и критика
Песня получила смешанные отзывы от критиков и фанатов. Некоторые считают её одной из самых экспериментальных и интересных песен Metallica, другие — одной из самых слабых и забываемых. По мнению Джейсона Ньюстеда, песня была одной из его любимых в творчестве группы, и он хотел, чтобы она была выпущена в качестве сингла. Однако остальные участники группы не разделяли его мнения.